# Jefferson megye (Pennsylvania)
Jefferson megye az Amerikai Egyesült Államokban, azon belül Pennsylvania államban található. Megyeszékhelye Brookville, legnagyobb városa Punxsutawney. Lakosainak száma 44 492 fő (2020. április 1.). Jefferson megye Forest, Elk, Clearfield, Indiana, Armstrong és Clarion megyékkel határos.

## Népesség
A megye népességének változása:
| Lakosok száma | 45 232 | 44 948 | 44 857 | 44 966 | 44 430 | 44 492 |
|               | 2010   | 2011   | 2012   | 2013   | 2015   | 2020   |